# Disease X
Disease X ('Sygdom X') er et pladsholdernavn, der blev vedtaget af Verdenssundhedsorganisationen (WHO) i februar 2018 på deres udvalgte liste (shortlist) for prioriterede sygdomme for at repræsentere et hypotetisk, ukendt patogen, der kunne forårsage en fremtidig epidemi.
WHO vedtog pladsholdernavnet for at sikre, at deres planlægning var tilstrækkelig fleksibel til at kunne tilpasse sig et ukendt patogen − fx bredere vacciner og produktionsfaciliteter.
Direktøren for US National Institute of Allergy and Infectious Diseases Anthony Fauci sagde, at konceptet med Disease X ville tilskynde WHO-projekter til at fokusere forskningsindsatsen på hele klasser af virus som fx virusslægten flavivirus i stedet for kun på individuelle stammer som fx zikavirus, og dermed forbedre WHO's evne til at reagere på uforudsete stammer.
I 2020 blev det diskuteret − herunder blandt nogle af WHO's egne ekspertrådgivere − om COVID-19, forårsaget af SARS-CoV-2-virusstammen, kunne opfylde kravene til at blive den første Disease X.